# Харис (окръг, Джорджия)
Вижте пояснителната страница за други значения на Харис.
Окръг Харис (на английски: Harris County) е окръг в щата Джорджия, Съединени американски щати. Площта му е 1225 km², а населението - 27 669 души. Административен център е град Хамилтън.